# 钝叶蒲桃
钝叶蒲桃（学名：Syzygium borneense）是桃金娘科蒲桃属的植物。分布在中南半岛、马来西亚以及中国大陆的广西等地，多生长于丘陵灌丛中，目前尚未由人工引种栽培。